# Бешпармак
Бешпармак (буквально: «п'ять пальців» тур. Beşparmak Dağı) — гірський масив у Туреччині, в провінції Мугла. Знаходиться в історичній області Карія.
В античні часи відомий як гора Латм (Латмос, дав.-гр. Λάτμος), у середні віки — Латр (Латрос, грец. Λάτρος), ця назва зберігалася аж до завоювання цих місць турками.

Утворення озера Бафа.

З давніх часів підніжжя гори Латм омивалося водами однойменної (Латмійської) затоки Егейського моря, доки в результаті накопичення наносів річки Меандр (наразі, Великий Мендерес) море не відступило, залишивши на місці затоки солоне озеро (наразі — озеро Бафа). Солоність води з часом зменшується. Процес відступу моря тривав від римського періоду і остаточно завершився вже в пізньовізантійський час, коли зв'язок між морем і затокою перервався остаточно.
Біля підніжжя гори, на березі розташовувалося стародавнє місто Латм, згодом перенесене на кілометр на захід і перейменоване у Гераклію-на-Латмі на честь міфічного героя Геракла. Гераклія проіснувала до пізньовізантійського періоду аж до занепаду. Наразі збереглися руїни міста, поверх яких розташована турецьке село Капикири.

## Історія

### Наскельні написи
У 1994 році німецький археолог Анеліза Пешлов-Біндокат виявила на схилах гори найдавніші наскельні малюнки, датовані пізнім неолітом (VI — V тисячоліттям до нашої ери). Перші малюнки були знайдені біля південного схилу гори. До теперішнього моменту виявлено близько 170 малюнків. Всі вони, за рідкісним винятком, виконані червоною вохрою, що зустрічається тут у достатній кількості, поодинокі малюнки виконані в жовтому і біло-сірому кольорах.
Головним чином це зображення людей висотою 23-30 сантиметрів. Зображення тварин зустрічаються вкрай рідко, на сьогодні їх виявлено не більше семи.
Малюнки зосереджені біля джерел води і давніх доріг, що перетинають гори.
Окрім наскельних зображень, у печерах виявлені залишки кераміки та кам'яні знаряддя, що відносяться до того ж періоду.

### Міф про Ендіміона

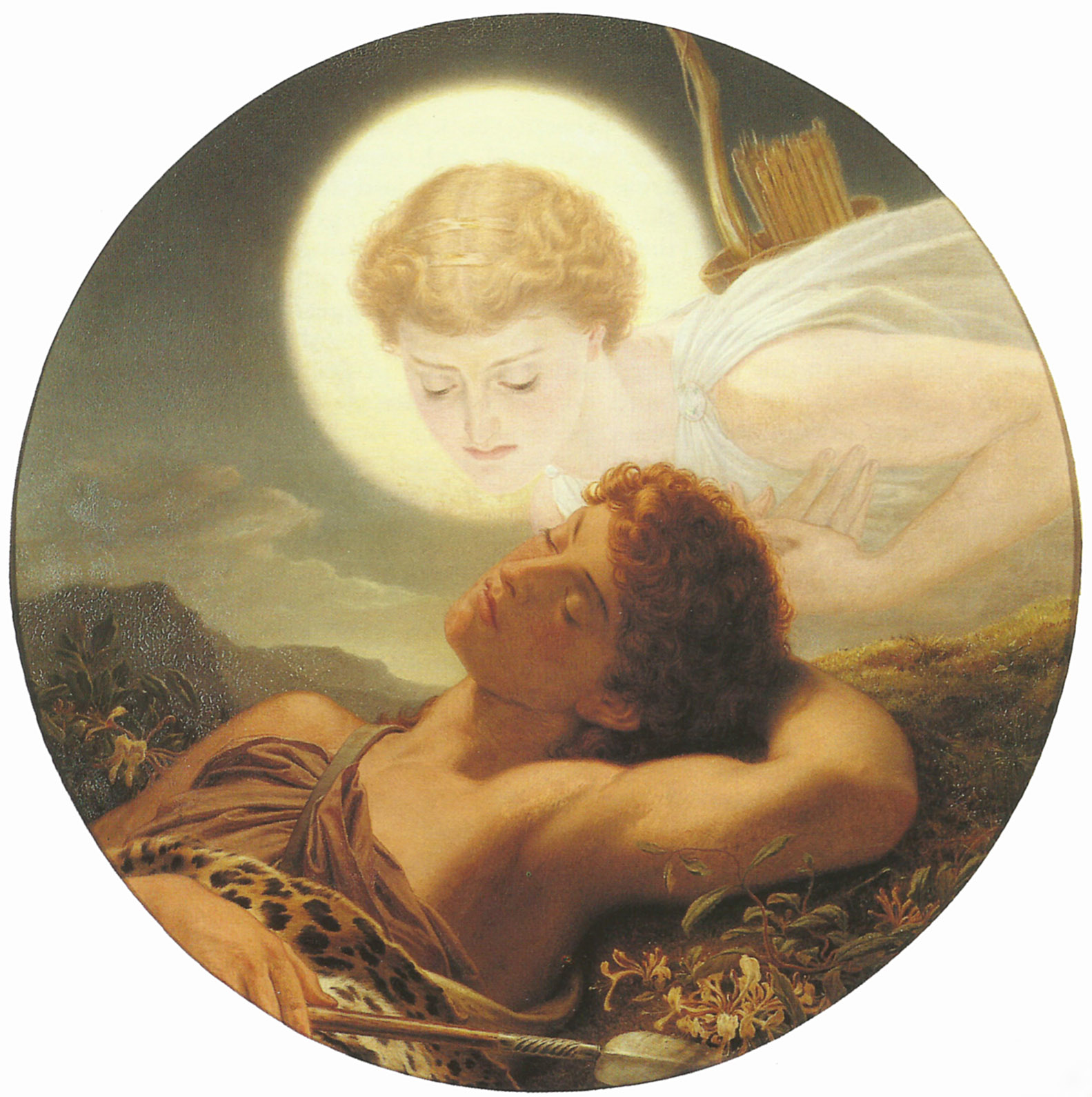
Селена і Ендіміон

Гора Латм тісто пов'язана із давньогрецьким міфом про богиню місяця Селену і юнака Ендіміона. За однією із версій легенди, богиня Селена, відчуваючи велике кохання до Ендіміона, умовила Зевса виконати будь-яке його бажання. Ендіміон попросив про безсмертя і вічну молодість, навіть ціною того, що даровано це буде йому тільки у вічному сні. Відтоді Ендіміон спить вічним сном в одній із печер Латма. Щоночі до нього спускається Селена і милується його красою.
Страбон розповідає, що місцеві жителі показують могилу Ендіміона в одній із печер Латма.

### Чернечий центр

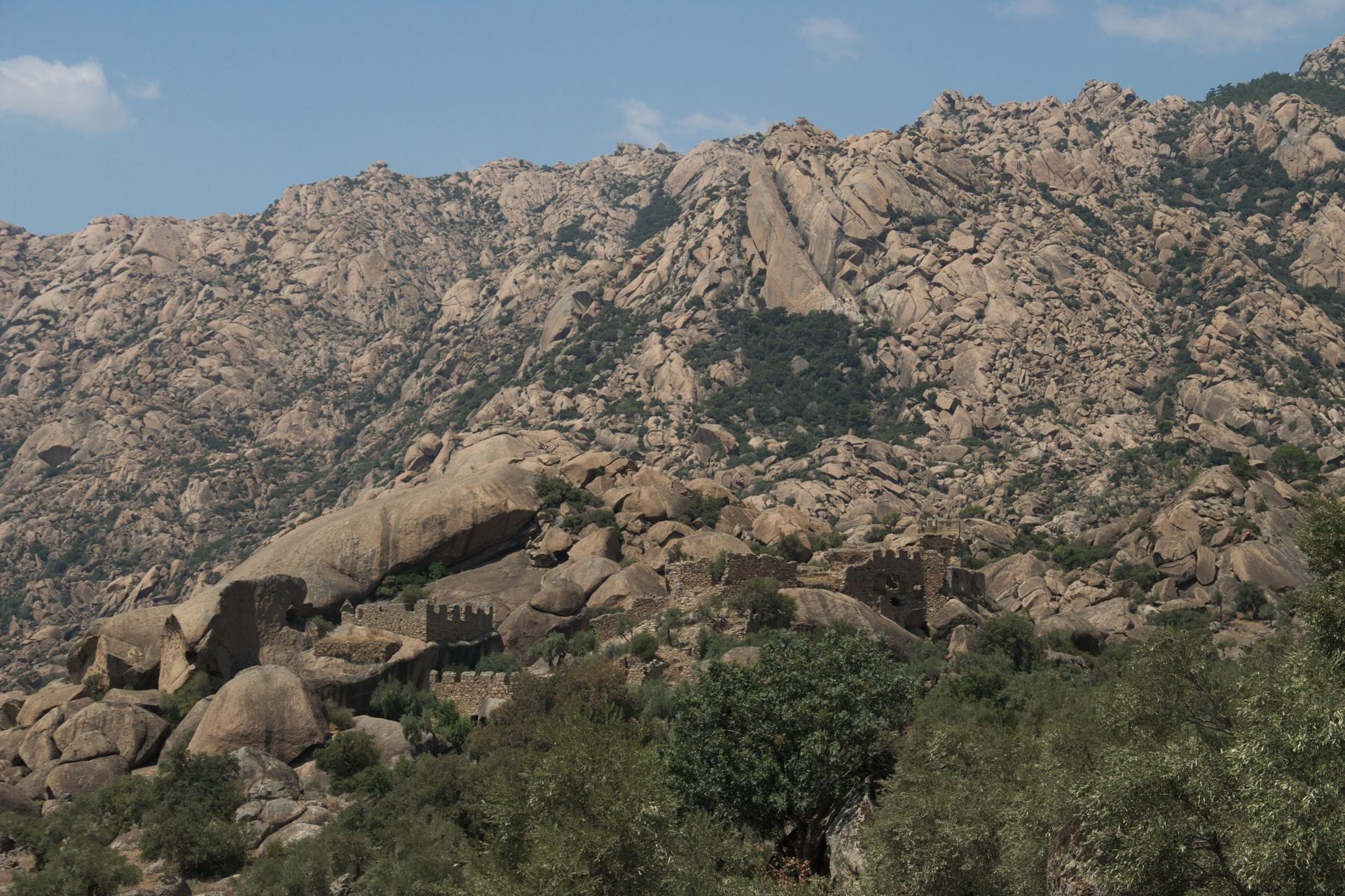
Руїни монастиря Келліварів

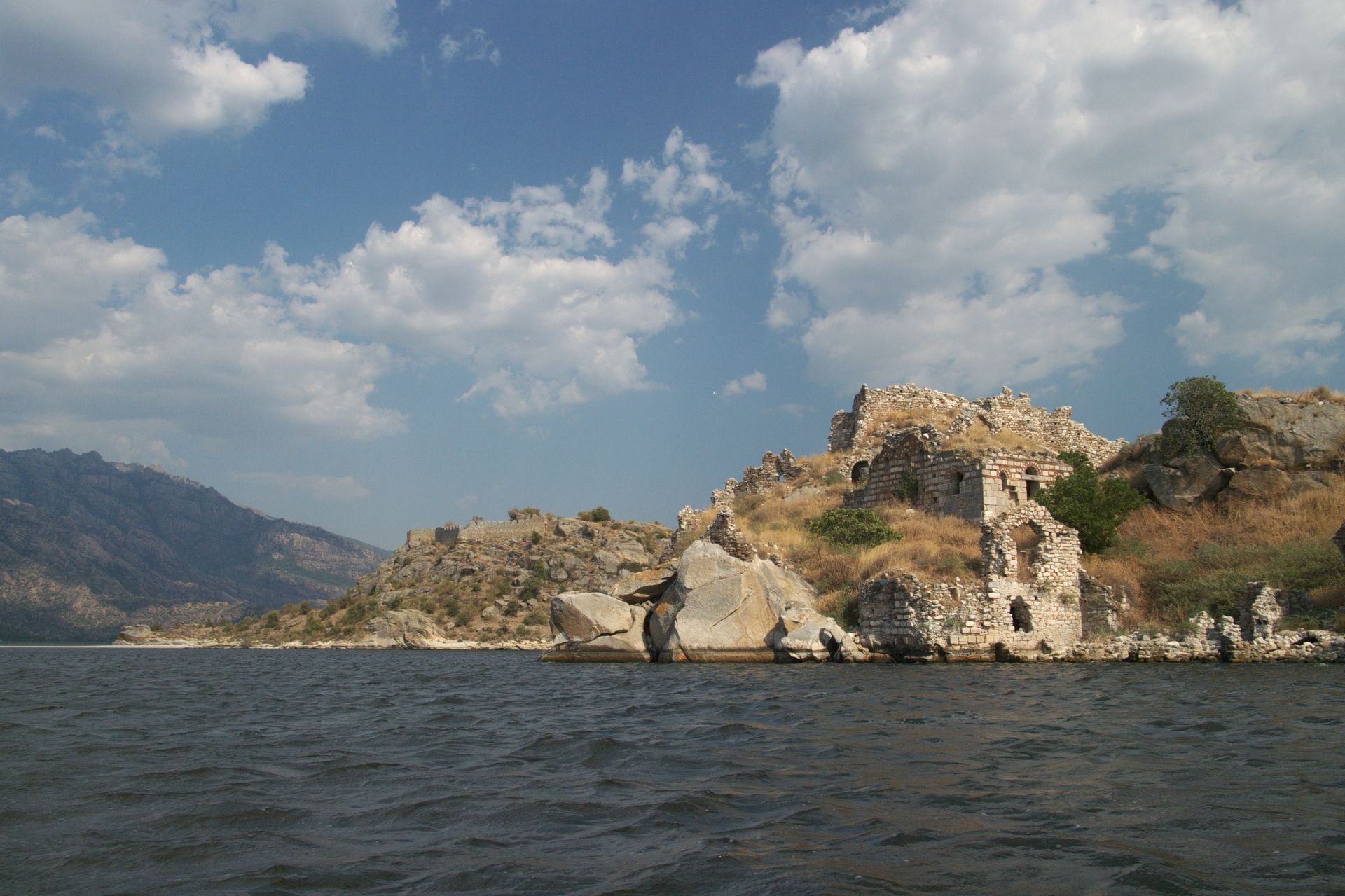
Острівний монастир

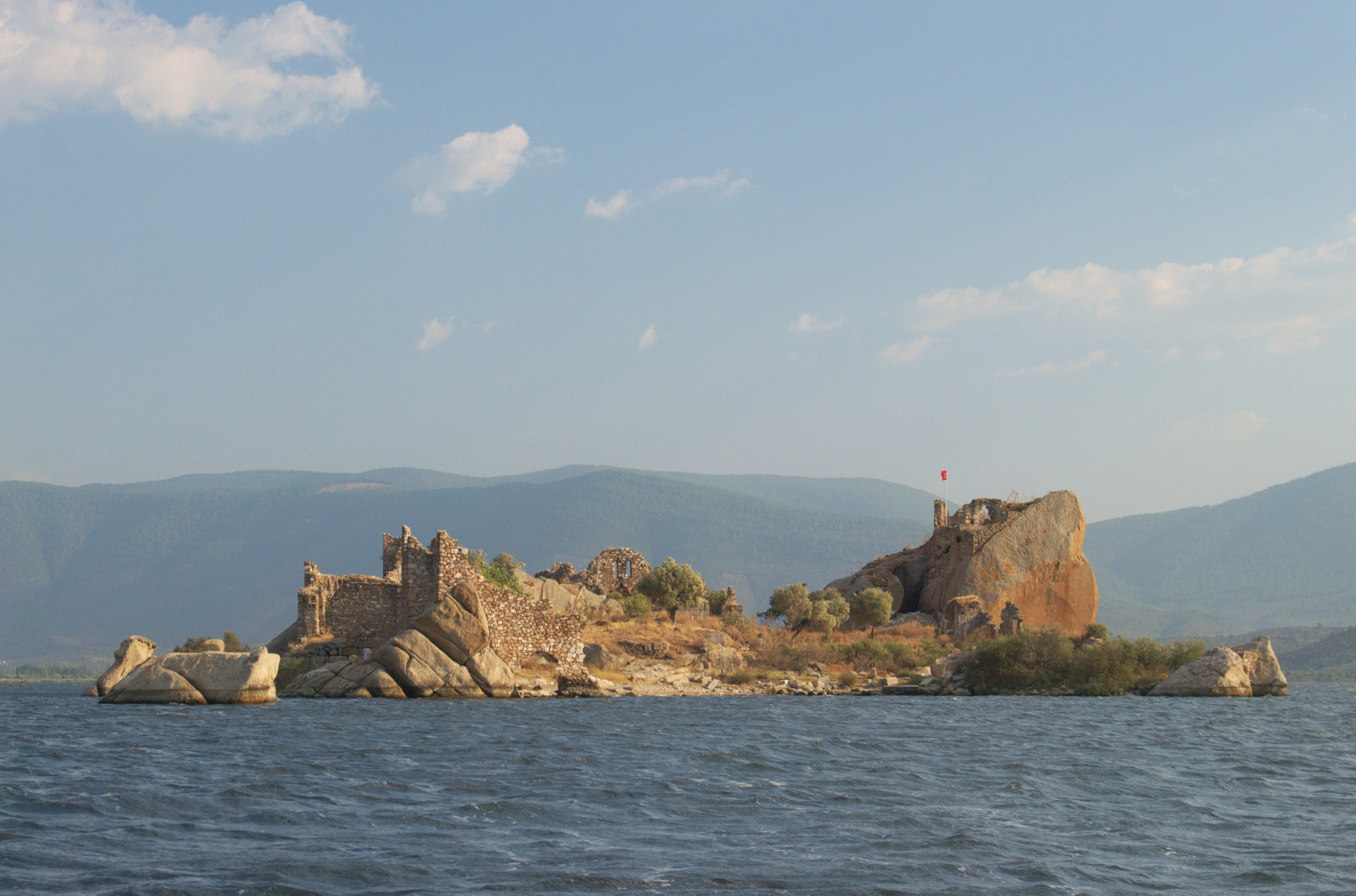
Острівний монастир

У VII столітті відбувається бурхливий розвиток ісламу і розширення Арабського халіфату за рахунок захоплення південних провінцій Візантійської імперії: Єгипту, Палестини і Сирії. У цих місцях чернецтво існувало давно і мало глибокі традиції, але при арабах багато хто став залишати свої обителі і переселятися до Візантії.
Саме у VII столітті у район гори Латр переселилися ченці, вихідці з Синайського півострова, і заснували тут цілу низку монастирів. З цього моменту гора Латр протягом наступних століть перетворюється у найбільший центр чернецтва в імперії, поряд із такими відомими як Афон або Олімп у Віфінії .
На гору Латр приходять і селяться ченці, прибувають паломники.
У 787 році у списку учасників другого засідання Другого Нікейського собору присутній ігумен Ісидор із Латра.
Між VIII і X ст. преподобний Арсеній Латрійський, будучи стратигом феми Ківірреотів, постригся у ченці і служив ігуменом монастиря Келліварів.
У 863 році стратиг Фракісійської феми, Петроній, брат імператриці Феодори і дядько імператора Михаїла III, з'явився за благословенням на битву із сарацинами до латрійського ченця Іоанну . Згодом, 3 серпня 863 року, він здобув перемогу у битві проти еміра Мелітини Омара.
На початку X століття до монастиря Карія, розташованого на Латрі, потрапив ще підлітком монах Павло — майбутній преподобний Павло Латрський. У той момент тут діяли три монастирі: Келліварів (званий також Лампоніїв), монастир Карія і монастир Спасителя.
У 920–930 роках Павло заснував Стовпову лавру, яка отримала згодом ім'я Святого Павла і стала найголовнішим монастирем серед латрських обителей. Існують відомості, що з Павлом листувався імператор Костянтин VII Багрянородний.
Преподобний Акакій Латрійський засновує тут лавру Пресвятої Богородиці Мірсінонської.

У X столітті монастирі Візантійської імперії були великими землевласниками, не були винятком і латрійські монастирі: 
…у власності монастиря св. Павла знаходилась значна частина території Латрської гори, а сусідній Лампонієвий монастр володів місцевістю Драконтієм і хорафієм Пеліканією…— Acta et diplomata Graeca Medii Aevi
Найвищого розквіту чернечий центр досягає до XI століття.
У 1079 році латрійські монастирі потерпають від набігів турків-сельджуків, які захопили на той час практично всю Малу Азію.
Переживши новий підйом в епоху Нікейської імперії (1204–1260), монастирі гори Латр знову починають занепадати, чому сприяє загальна криза Візантійської імперії.
У 1222 році в околицях гори налічувалося 11 монастирів.
У кінці XIII століття Константинопольський патріарх Афанасій I провів тут тривалий час на самоті.
Остання офіційна згадка про латрські монастирі зустрічається у патріаршому акті від 1360 року.

## Зараховані до лику святих ченці латрійських обителей
- Преподобний Арсеній
- Преподобний Авраам
- Никифор Мілетський
- Анастасія
- Преподобний Христодул
- Преподобний Павло
- Преподобний Акакій